# Драгожани
Драгожани (на македонска литературна норма: Драгожани) е село в община Битоля на Северна Македония.

## География
Селото е равнинно – намира се на 620 m надморска височина в областта Пелагония, на 13,5 km северозападно от Битоля, близо до пътя Битоля – Демир Хисар – Кичево.

## История
В XIX век Драгожани е село в Битолска кааза, Битолска нахия на Османската империя. Църквата „Успение Богородично“ е от 1875 година. Според статистиката на Васил Кънчов („Македония. Етнография и статистика“) от 1900 година Драгожани има 130 жители, всички българи християни.
На Етнографската карта на Битолския вилает на Картографския институт в София от 1901 година Дрогрижани е чисто българско село в Битолската каза на Битолския санджак с 24 къщи.
Цялото християнско население на селото е под върховенството на Българската екзархия. По данни на секретаря на екзархията Димитър Мишев („La Macédoine et sa Population Chrétienne“) в 1905 година в Диогрижани има 80 българи екзархисти и функционира българско училище.
В 1961 година селото има 494 жители. Населението намалява вследствие на емиграция към Битоля, Скопие, Австралия, САЩ и Европа.
Според преброяването от 2002 година селото има 156, от които 155 са се самоопределили като северномакедонци и един посочил друг.
| Националност     | Всичко |
| северномакедонци | 155    |
| албанци          | 0      |
| турци            | 0      |
| роми             | 0      |
| власи            | 0      |
| сърби            | 0      |
| бошняци          | 0      |
| други            | 1      |

В 2008 година жителите на селото са 148.
Край селото има нов манастир „Света Петка“.
В Драгожани работи основно училище до 4. отделение, филиал на ОУ „Александър Турунджев“ (Кукуречани).

## Личности
Починали в Драгожани
- Александър Томов Цанов, български военен деец, майор, загинал през Първата световна война[6]
- Иван Рачев Драгов (Драков), български военен деец, подпоручик, загинал през Първата световна война[7]
- Рачко Христов Петров, български военен деец, подпоручик, загинал през Първата световна война[8]
- Станю Манафов Иванов, български военен деец, поручик, загинал през Първата световна война[9]
- Стефан Гатев Гарев (Гатев), български военен деец, капитан, загинал през Първата световна война[9]
- Стефан Славов Герданов (Гарданов), български военен деец, капитан, загинал през Първата световна война[9]